# Punctoterebra trismacaria
Punctoterebra trismacaria é uma espécie de gastrópode do gênero Punctoterebra, pertencente a família Terebridae.